# Coopérative laitière du Timok près de Vražogrnac
La coopérative laitière du Timok près de Vražogrnac (en serbe cyrillique : Тимочка млекарска задруга код Вражогрнца ; en serbe latin : Timočka mlekarska zadruga kod Vražogrnca) se trouve à Vražogrnac, sur le territoire de la ville de Zaječar, en Serbie. Elle est inscrite sur la liste des monuments culturels protégés de la république de Serbie (identifiant no SK 1003),.

## Présentation
La maison a été constituée après la Première Guerre mondiale.